# Крутое (Свердловская область)
Крутое — село в Тавдинском городском округе Свердловской области России.

## Географическое положение
Село Крутое муниципального образования «Тавдинском городском округе» Свердловской области расположено в 12 километрах (по автотрассе в 14 километрах) к северо-западу от города Тавда, на правом берегу реки Ошмарка, правый приток реки Тавда. В селе имеется пруд. Через село проходит автотрасса Тавда – Таборы.

## Население
| 2002 | 2010 | 2021 |
| ---- | ---- | ---- |
| 327  | ↘291 | ↘210 |